# 里奇蒙縣 (北卡羅萊納州)
里奇蒙縣（英語：Richmond County）是美國北卡羅萊納州南部的一個縣，南鄰南卡羅萊納州。面積1,242平方公里。根據美國2000年人口普查，共有人口46,564人。縣治羅京安 （Rockingham）。
成立於1779年。縣名紀念同情美洲殖民者的查爾斯·萊諾克斯（Charles Lenox）、第三代里奇蒙公爵。